# خودکشی جیمی رودمایر
جیمی رودمایر (به انگلیسی: Jamey Rodemeyer) (۲۱ مارس ۱۹۹۷ – ۱۸ سپتامبر ۲۰۱۱) یک همجنس‌گرای علنی بود که علت شهرت وی فعالیت علیه هوموفوبیا و ویدئوهای وی در یوتیوب برای کمک به قربانیان زورگویی (bullying) بود. وی به خاطر زورگویی دامنه‌دار خود را در سن چهارده‌سالگی حلق‌آویز کرد.

## زندگی شخصی
جیمی تی. رودمایر با پدر و مادر جیم و تریسی رودمایر در بوفالو، نیویورک زندگی می‌کرد.وی همچنین یک خواهر به نام آلیسا رودمایر داشت. وی یک شخص همجنسگرا بود و به این دلیل مورد زورگویی قرار می‌گرفت.
الگوی وی برای کمک به دیگران لیدی گاگا بود. وی همواره در ویدئوهای خود نقل‌قول‌هایی از ترانه‌های لیدی گاگا را استفاده می‌کرد.

## فعالیت
علی‌رغم همه توهین‌هایی که به وی می‌شود او تحت نام کاربری xgothemo99xx در یوتیوب برای کمک به افراد دیگری که دچار مشکلات مشابه بودند ویدئو می‌ساخت. وی همچنین در «پروژه بهتر می‌شود» مشارکت کرده بود و ویدئو ساخته بود.

## درگذشت
رودمایر در صبح ۱۸ سپتامبر ۲۰۱۱ توسط خواهرش در حالی که خود را حلق‌آویز کرده بود پیدا شد. قبل از درگذشت وی در توییتر نوشته بود "@ladygaga bye mother monster, thank you for all you have done, paws up forever" یعنی «@لیدی گاگا خداحافظ مادر هیولا، ممنون از همه چیزی که انجام دادی، پنجه‌هایت را همیشه بالا بگیر». عبارت پنجه‌هایت را همیشه بالا بگیر بخشی از ترانه این‌گونه زاده شده‌ام است.

### بعد از درگذشت
بعد از مرگ وی لیدی گاگا اعلام کرد که به شدت ناراحت شده‌است و روزهایش را در حالی که «متفکر، گریه‌کنان و جیغ‌زنان» است طی می‌کند همچنین ترانه مو را در کنسرتی در لاس وگاس به جیمی تقدیم کرد و همچنین بعدتر با باراک اوباما برای جلوگیری از زورگویی در مدارس صحبت داشت.
همچنین در پاسخ به مرگ او، خانم نیویورک کیتلین مونته تأسیس طومار آنلاین را در برابر زورگویی اینترنتی قانون نام مستعار جیمی در مقابل قانونگذاران نیویورک را داد. مدتی بعد جفری کلین سناتور آمریکایی پیشنهاد قانونی علیه زورگویی اینترنتی را داد.
در اکتبر ۲۰۱۱ زاکاری کوئینتو بازیگر آمریکایی در واکنش به خودکشی رودمایر بیرون آمد و در وبگاه رسمی‌اش نوشت «به خاطر درگذشت جیمی بر من روشن شد که زندگی کردن به عنوان همجنس‌گرا —ولی بدون اذعان عمومی به آن— به هیچ وجه برای به وجود آوردن برابری کامل کافی نیست»در واکنش به بیرون آمدن زاکاری کوئینتو و خودکشی رودمایر دن کولفلر از مجریان ای‌بی‌سی نیز بیرون آمد. همچنین در قسمتی از مجموعه تلویزیونی شبکه فاکس گلی به این موضوع اشاره شد.
چندی بعد همجنس‌گرای دیگری به نام جیمی هابلر در سن پانزده‌سالگی نیز خودکشی کرد.